# Badia d'Ungava
La badia d'Ungava (en francès, Baie d'Ungava, en anglès Ungava Bay) és una gran badia que es troba al nord-est de la península del Labrador, Canadà, que separa, amb l'estret de Hudson, Nunavik (al Quebec) de l'illa de Baffin (a Nunavut).

## Geografia

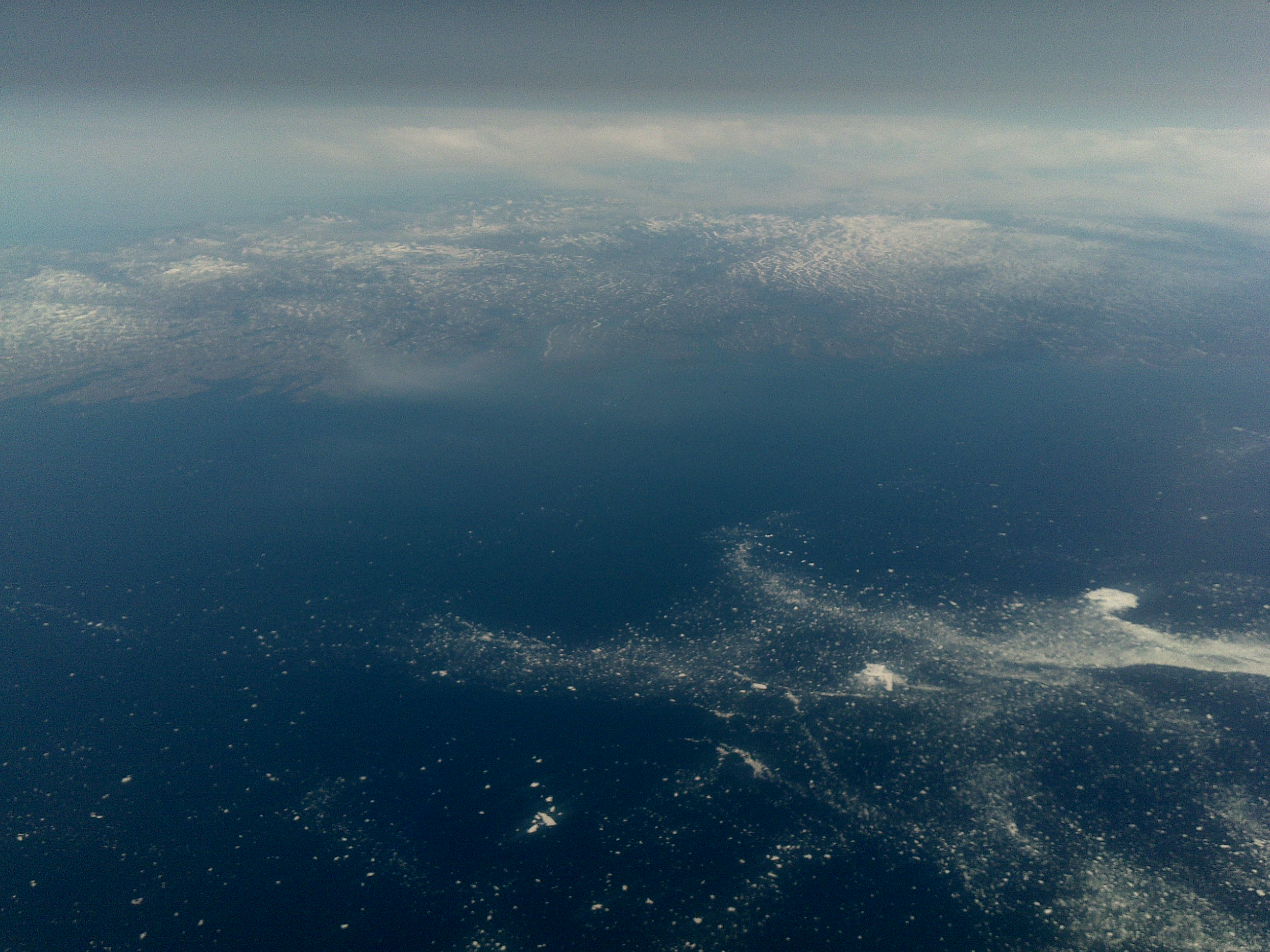
Vista aèria del nord-est de la badia d'Ungava, prop del cap Chidley, vist del nord-oest cap al sud-est. En primer terme petits icebergs, a mitjans de juliol.

La badia té una forma gairebé ovalada, amb prop de 260 quilòmetres al punt més ample i uns 320 quilòmetres de llarg. La seva superfície és d'uns 50.000 km². La badia és poc profunda, amb una mitjana de 150 metres, tot i que en la seva unió amb l'oceà Àrtic, s'arriba fins a una profunditat propera als 300 metres.
Són nombroses les illes que hi ha, la gran majoria petites i properes a la costa, destacant per damunt de totes l'illa Akpatok (903 km²). Les illes situades al nord del paral·lel 60° N formen part del territori de Nunavut, mentre les petites illes que es troben al sud d'aquest paral·lel pertanyen al Quebec. També són nombroses les viles inuit que hi ha repartides tot seguint la costa, sent la més gran Kuujjuaq, emplaçada en la desembocadura del riu Koksoak.
La badia d'Ungava està separada de la badia de Hudson per la península d'Ungava. Estudis batimètrics suggereixen que la badia d'Ungava pot ser el romanent d'un cràter d'impacte d'uns 225 km de diàmetre.
Les marees que tenen lloc a la costa sud-oest de la badia d'Ungava són considerades de les més altres del món, junt amb les de la badia de Fundy. Algunes fonts estimen que s'assoleixen marees de 17 m a la desembocadura del riu Leaf. S'han fet intents per desenvolupar l'energia mareomotriu a la badia, però la duresa del clima i el fet que la badia està lliure de gel tan sols una petita part de l'any ho han impossibilitat.

## Clima
Tot i la proximitat de les seves aigües a l'oceà Atlàntic, del qual només els separa l'estret de Hudson, la badia d'Ungava és considerada generalment part de l'oceà Àrtic perquè la terra que l'envolta té un clima extremadament fred. A causa de la influència del corrent de Labrador, els estius són massa freds per al creixement d'arbres i tota la terra que envolta la badia és tundra. Normalment, les temperatures a l'estiu a Kuujjuaq, uns 20 km al nord del Koksoak són uns 7 °C, mentre les temperatures hivernals se situen al voltant de -20 °C. La mitjana de precipitació està al voltant de 400-450 mm per any, la majoria caiguda durant l'estiu.

## Economia
S'ha explotat el mineral de ferro en el passat, però malgrat la gran qualitat de mineral, la impossibilitat d'un transport barat significà la desaparició d'aquestes mines a principis del segle xx. Les pràctiques de caça tradicionals inuit continuen dominant l'activitat de la regió, juntament amb el turisme d'aventura.